# Râul Chirui, Vârghiș
Râul Chirui este un mic curs de apă din județul Harghita, afluent al Vârghiș, bazinul Olt. Râul este considerat puternic poluat, în special din cauza concentrației mari de fier, zinc și cupru, datorate în mare parte evacuării de ape uzate ale exploatării miniere din Harghita-Băi, Harghita.

## Bazin hidrografic
Râul Chirui aparține bazinului hidrografic al râului Olt.

## Hărți
- Harta județului Harghita
- Harta Munții Harghita  Arhivat în 20 iulie 2008, la Wayback Machine.